# Khayala Abdulla
 (décembre 2018).
Si vous disposez d'ouvrages ou d'articles de référence ou si vous connaissez des sites web de qualité traitant du thème abordé ici, merci de compléter l'article en donnant les références utiles à sa vérifiabilité et en les liant à la section « Notes et références ».
Khayala Abdulla, née le 13 juillet 1993, est une joueuse d'échecs azerbaïdjanaise qui se voit conférer le titre de Grand maître féminin en 2015.

## Biographie et carrière
En 2010 à Batoumi, Khayala Abdulla remporte la médaille de bronze au championnat d'Europe d'échecs de la jeunesse dans la catégorie d'âge des moins de 18 ans. En 2011, elle a remporté le championnat azerbaïdjanais d'échecs pour la jeunesse dans la catégorie d'âge des moins de 18 ans, terminant deuxième dans la catégorie d'âge des moins de 20 ans. L'année suivante, en 2012, Khayala Abdulla remporte à nouveau la médaille d'argent de cette catégorie d'âge au championnat d'échecs pour la jeunesse azerbaïdjanais dans.
Elle remporte ensuite à deux reprises le championnat d'Azerbaïdjan féminin d'échecs, en 2013 et 2014. Khayala Abdulla représente son pays aux Olympiades d'échecs féminines, en 2014, au troisième échiquier lors de la 41e olympiade d’échecs féminine à Tromsø (+3, = 3, -2) et en 2016, au deuxième échqiquier lors de la 42e édition à Bakou (+1, = 0, -4).
Khayala Abdulla représente également l'Azerbaïdjan au championnat d'Europe par équipe d'échecs, en 2013, au troisième échiquier lors de la 10e édition disputée à Varsovie (+2, = 2, -2), et en  2015, quatrième échiquier de la 11e édition qui se déroule à Reykjavik (+1, = 3, -2).
En 2010, elle a reçu le titre de maître international féminin (MIF), puis en 2015 celui de titre de grand maître international féminin (GMF).